# Emmanuel Sanders
Emmanuel Niamiah Sanders (* 17. März 1987 in Bellville, Texas) ist ein ehemaliger US-amerikanischer American-Football-Spieler auf der Position des Wide Receivers. Er stand in der National Football League (NFL) bei den Pittsburgh Steelers, den Denver Broncos, den San Francisco 49ers, den New Orleans Saints und den Buffalo Bills unter Vertrag. Mit den Broncos gewann Sanders den Super Bowl 50.

## Highschool
Sanders ging auf die Highschool in seiner Geburtsstadt Bellville. Neben American Football spielte er hier noch unter anderem Baseball und Basketball. In der Highschool-Footballmannschaft wurde er auf mehreren Positionen eingesetzt: Wide Receiver, Runningback und Safety.

## College
Sanders entschied sich nach der Highschool, auf die Southern Methodist University zu gehen. Hier blieb er drei Jahre, ehe er sich, entschied am NFL-Draft 2010 teilzunehmen.

## NFL

### Pittsburgh Steelers
Im NFL-Draft 2010 wurde Sanders in der dritten Runde an 82. Stelle von den Pittsburgh Steelers ausgewählt. In seiner ersten Saison war er bei den Steelers nur vierte Kraft auf der Position des Wide Receivers. In der Regular Season fing er 28 Pässe für 276 Yards und erzielte zwei Touchdowns. Er erreichte in dieser Saison mit den Steelers den Super Bowl XLV, welcher aber mit 25:31 gegen die Green Bay Packers verloren ging. Sanders fing in diesem Spiel zwei Pässe für 17 Yards, musste allerdings wegen einer Fußverletzung das Spiel vorzeitig beenden. In seiner zweiten Saison konnte er sich besser ins Team integrieren und war zusammen mit Antonio Brown und Mike Wallace maßgeblich daran beteiligt, dass Pittsburgh die Play-offs erreichte. Hier war jedoch bereits in der Wildcard-Runde Schluss. Man verlor in Overtime mit 23:29 gegen die Denver Broncos. Am 7. Spieltag der Saison 2012 gegen die Cincinnati Bengals wurde Sanders zur Last gelegt, dass er eine Verletzung vorgetäuscht habe, um die Spielzeit anzuhalten. Er wurde zu einer 15.000-Dollar-Strafe verurteilt. Die Pittsburgh Steelers wurden zu einer 35.000-Dollar-Strafe verurteilt. Es war das erste Mal überhaupt in der NFL-Geschichte, dass ein Spieler wegen einer vorgetäuschten Verletzung belangt wurde. Nach der Saison waren die New England Patriots an Sanders interessiert, Pittsburgh stimmte jedoch einem Wechsel nicht zu.

### Denver Broncos
Zur Saison 2014 wechselte Sanders zu den Denver Broncos. Er unterschrieb einen Dreijahresvertrag. In seinem ersten Spiel für die Broncos fing er sechs Pässe für 77 Yards, seinen ersten Touchdown fing er am 19. Oktober 2014 gegen die San Francisco 49ers für die Broncos. Sanders beendete die Saison mit persönlichen Karriere-Rekorden in Passfängen (101), erreichten Yards (1.404) und Touchdowns (9). 2015 gewann er mit den Broncos die American Football Conference Championship und dann sogar den Super Bowl 50 gegen die Carolina Panthers mit 24-10.

### San Francisco 49ers
Die Denver Broncos gaben Sanders am 22. Oktober 2019 per Trade an die San Francisco 49ers ab. San Francisco schickte einen Dritt- und einen Viertrundenpick im Draft 2020 nach Denver. Neben Sanders erhielten die 49ers außerdem einen Fünftrundenpick 2020 von den Broncos. Mit den 49ers zog Sanders in den Super Bowl LIV ein, den sie mit 20:31 gegen die Kansas City Chiefs verloren. Beim Stand von 20:24 im vierten Viertel konnte Sanders sich mit 1:40 verbleibender Zeit auf der Uhr für einen potentiellen Touchdown zum Führungswechsel freilaufen, wurde jedoch von 49ers-Quarterback Jimmy Garoppolo mit einem ungenauen Pass überworfen, sodass Sanders den Ball nicht fangen konnte, was als einer der Schlüsselmoment in diesem Super Bowl gilt.

### New Orleans Saints
Am 20. März 2020 unterzeichnete Sanders einen Zweijahresvertrag bei den New Orleans Saints. Bei den Saints war er infolge des verletzungsbedingten Ausfalls von Michael Thomas für neun Spiele eine der wichtigsten Anspielstationen und fing 61 Pässe für 726 Yards und fünf Touchdowns in der Regular Season, zudem erreichte er mit New Orleans die Divisional Round der Play-offs. Nach der Saison 2020 entließen die Saints ihn wieder.

### Buffalo Bills
Im März 2021 schloss Sanders sich den Buffalo Bills an. Für Buffalo fing er in der Regular Season 42 Pässe für 626 Yards und kam zudem in zwei Play-off-Spielen für die Bills zum Einsatz.

### Karriereende
Am 7. September 2022 gab Sanders via Instagram seinen Rücktritt vom Profisport bekannt.

## Privates
Emmanuel Sanders ist seit 2013 mit Gabriella Waheed verheiratet. Zusammen haben sie zwei Kinder.